# Cerkev Naše ljube gospe, Halle
Cerkev Naše ljube gospe (nemško Marktkirche Unser Lieben Frauen) je cerkev v središču mesta  Halle v deželi Saška - Anhalt v Nemčiji. Zgrajena je bila med letoma 1529 in 1554 in je najnovejša srednjeveška mestna cerkev. V nemščini se njenvo uradno ime skrajša na Liebfrauenkirche, vendar se imenuje tudi Marienkirche (cerkev svete Marije) in Marktkirche (Trška cerkev).
Cerkev je na območju trga zamenjala dve starejši cerkvi, njuna stolpa sta bila vključena v novo stavbo. Trška cerkev velja za eno najpomembnejših stavb pozne gotike v osrednji Nemčiji. Njeni štirje stolpi, skupaj z Rdečim stolpom, so znamenitost mesta, od tod tudi vzdevek Stadt der fünf Türme ('Mesto petih stolpov').
Justus Jonas je vpeljal reformacijo v Halle in njegov prijatelj Martin Luther je pridigal v cerkvi. Tukaj je bil krščen Georg Friedrich Händel, ki je imel tudi prve lekcije na orglah. Johann Sebastian Bach je pregledal nove orgle, njegov sin Wilhelm Friedemann Bach pa je bil organist. Začetki pietizma in razsvetljenstva sta bila povezana s cerkvijo. V drugi svetovni vojni je bila močno poškodovana, obnovljena in danes je zgodovinski zaščiten spomenik.

## Zgodovina
Trška cerkev je bila zgrajena med letoma 1529 in 1554 na mestu dveh predhodnic, svete Gertrude in svete Marije. Cerkev svete Gertrude na zahodu iz 11. stoletja je bila cerkev solinarjev v središču Halleja na trgu Hallmarkt, trgu soli. Cerkev svete Marije na vzhodu je bila iz  12. stoletja in je bila župnijska cerkev trgovcev in prodajalcev tega rudarskega mesta na Marktplatzu.
Kardinal Albrecht Brandenburški, magdeburški nadškof in volilni knez Mainza, je potreboval prestižno cerkev, ki bi izpolnila njegova pričakovanja na osrednji lokaciji v svojem rezidenčnem mestu. Albrecht, ki se je bal za mir v nebesih, je zbral več kot 8100 relikvij in 42 svetih okostij, ki jih je bilo treba shraniti. Ti dragoceni zakladi, znani kot Hallesches Heilthum in posredno povezani s prodajo odpustkov, so sprožili reformacijo. Predvsem 31. oktobra 1517 je Martin Luther objavil svojih slavnih 95 tez, v katerih je obsojal trgovino z odpustki in poslal kopijo kardinalu Albrechtu, ki jih je nato poslal  papežu Leonu X.. Kardinal in rimskokatoliški člani mestnega sveta želeli zatreti vse večji vpliv reformacije tako, da so v novi cerkvi, ki je bila posvečena le Mariji, imeli veliko večje množice in maše. V ponedeljek, 17. maja 1529 so se predstavniki duhovščine, mestnega sveta in cerkvenih pastorjev zbrali na Marketplatzu in se po obsežnih posvetovanjih odločili, da bodo porušili obstoječe župnijske cerkve, obdržali njihove stolpe in jih povezali dva (modra) na zahodni strani s pomočjo nove ladje.  Sklenjeno je bilo tudi zapiranje dveh pokopališč okoli cerkva. Izbrali so novo pokopališče - Martinsberg, hrib zunaj mesta - in pokopališče Stadtgottesacker. To pokopališče s 94 loki, ki ga je zasnoval Nickel Hoffman, je mojstrovina renesanse.

### Zgodovina stavbe
Od 1529 do 1530 je bila porušena stara ladja svete Gertrude. Kar je ostalo, sta bila Modra stolpa iz leta 1400, z zvoniki, ki so bili dodani leta 1507 in 1513. Na vzhodni strani so bili Stražni stolpi (Hausmanntürme) svete Marije s poznoromansko bazo in renesančnimi nadstropji, datirani v leto 1551 do 1554, povezani z mostom za stražarje, ki so v primeru požara in nevarnosti, prebivalce opozorili z zvonjenjem zvonov. Danes je stražarsko sobo (Hausmannsstube) mogoče videti ob določenih priložnostih.
Nova cerkev, zgrajena med dvema paroma stolpov, je zadnja velika dvoranska cerkev zgornjega saškega gotskega sloga in je eno od izjemnih arhitekturnih del v osrednji Nemčiji. Zasnoval jo je mestni gradbenik (Ratsbaumeister), Caspar Krafft. Po njegovi smrti leta 1540 je njegov naslednik Nickel Hoffmann prevzel gradnjo zahodnega konca dvorane in empore. Cerkev je bila zgrajena v dveh fazah, prva od 1530 do 1539, po kratki prekinitvi pa druga od 1542 do 1554.

### Kasnejša zgodovina
Trška cerkev, ki je bila zgrajena za obrambo pred širjenjem reformacije, je bila prav tam, kjer je Justus Jonas uradno uvedel reformacijo v Halle s svojim obredom na Veliki petek leta 1541. Maša je morala biti vsaj delno izvedena na prostem. ker je bila takrat stavba zgrajena le na vzhodnem koncu ladje. Jonas je začel uspešen križarski pohod in privabil toliko ljudi, da je bila cerkev preveč napolnjena. Kardinal Albert je za vedno zapustil mesto, ko so stanovi (Stände) v mestu napovedali, da bodo prevzeli njegov ogromen dolg v banki [[Jakob Fugger|Jakoba Fuggerja[[. Halle je postal protestantski in leta 1542 Jonas je bil imenovan za duhovnika v cerkvi svete Marije in leta 1544 škof nad mestom. Leta 1545 in 1546 je Luther trikrat pridigal v cerkvi, med božičem je ostal s prijateljem Jonasom.  Leta 1546 je Luther umrl in njegovo telo je ležalo na parah v Halleju med pogrebnim sprevodom od Eislebna do Wittenberga. Istega leta je Jonasa izgnal volilni knez Maurice Saški in zapustil mesto.
Leta 1625, med tridesetletno vojno, je (spreobrnjen) Wallenstein napadel mesto; prebivalci so mu plačali skoraj milijon guldnov na leto, ker niso nastanili njegovih vojakov . Ko je Samuel Scheidt zaradi Wallensteina izgubil službo, je bil leta 1628 imenovan za glasbenega direktorja v treh cerkvah v Halleju, vključno s trško cerkvijo.

### Händel in družina Bach
24. februarja 1685 je bil Händel krščen v trški cerkvi. Majhne orgle nad oltarjem, zgrajene med letoma 1663 in 1664, ki so nadomestile prejšnje in ne zamenjale, so ene najstarejših v osrednji Nemčiji; mladi Händel je dobil prve lekcije iz orgel od Friedricha Zachauja, ki je bil v službi od leta 1684. 
Leta 1713 so Johannu Sebastianu Bachu ponudili delovno mesto, ko je oblastem svetoval pri obnovi Christopha Cuntziusa glavnih orgel v zahodni empori. Bach je zaključil delo, da bi ostal v Weimarju. Johann Kuhnau, Christian Friedrich Rolle in Bach so igrali, ko so bile leta 1716 orgle predstavljene.  Naslednik Zachowa, Gottfried Kirchhoff, učenec Pachelbela, je za to priložnost sestavil dve kantati.
Muzikologi razpravljajo ali je Bachova najstarejša božična kantata Christen, ätzet diesen Tag, BWV 63, z dvema zborom in dvema duetoma, vendar brez arij ali korala, na besedilu, ki ga je verjetno napisal teolog v Halleju, J. M. Heineccius, premierno predstavljena leta 1713 ali leta 1715 ali če je bila izvedena za dvestoletnico reformacije leta 1717.
Od leta 1746 do 1764 je njegov sin Wilhelm Friedemann Bach delal kot organist v trški cerkvi. Leta 1749 je imel Hallensian Bach, kot ga včasih omenjajo, spor s svojim kantorjem, Johannom Gottfriedom Mittagom, »ki je zlorabil denar zaradi Bacha«. Leta 1753 je skušal najprej najti drugo delovno mesto in nato še nekaj. W. F. Bach je imel vsaj dva učenca, Friedricha Wilhelma Rusta in Johanna Samuela Petrija. Junija 1764 je Friedemann zapustil službo v Halleju brez zaposlitve drugje. Leta 1768 se je brez uspeha ponovno prijavil za svoje staro mesto v Halleju. V ali okoli leta 1770 se je preselil v Braunschweig in se prijavil kot cerkveni organist. 

## Pietizem proti zgodnjem razsvetljenju
Leta 1728 je bil za ministra za cerkev imenovan 22-letni Siegmund Jakob Baumgarten, hallenski pietist in bibliofil. Leta 1734 je postal profesor teologije in leta 1748 rektor univerze Halle. Na koncu svojega življenja je prevedel enciklopedične članke ali biografije iz angleščine v nemščino, na primer Samlung von merkwürdigen Lebensbeschreibungen grösten Theils aus der Britannischen Biographie (Zbirka izjemnih opisov življenja, večinoma iz biografije Velike Britanije), objavljena leta 1757. 
Konec 17. stoletja sta se v Halleju začeli dve pomembni gibanji, ki sta v 18. stoletju vplivali na veliko ljudi: pietizem in radikalno razsvetljenstvo. Ti dve gibanji ni mogoče obravnavati ločeno zaradi medsebojnega vpliva, vendar je prišlo do razprave o milosti ali kreposti med teologi in filozofi Friedrichove univerze, ki je stala poleg trške cerkve v nekdanji hiši Stadtwaage.
12. julija 1723 je Christian Wolff, profesor filozofije in matematike, predaval za študente in sodnike na koncu svojega mandata rektorja. Njegova tema je bila praktična kitajska filozofija, ko je na podlagi knjige belgijskega misijonarja Françoisa Noëla (1651–1729) primerjal Mojzesa, Kristusa in Mohameda s Konfucijem . Po besedah Voltaira je profesor August Herman Francke poučeval v prazni učilnici, Wolff pa je s svojimi predavanji pritegnil okoli 1000 študentov z vsega sveta. V nadaljevanju je Wolffa Francke obtožil fatalizma in ateizma. [17] Novembra je moral zapustiti mesto v 48 urah; njegovi nasledniki so bili Joachim Lange, pietist in njegov sin. Po mnenju Jonathana I. Israela »je konflikt postal eden najpomembnejših kulturnih spopadov v 18. stoletju in morda najpomembnejši od razsvetljencev v srednji Evropi in baltskih državah pred francosko revolucijo«. 
Kar se je zgodilo v Halleju, ne bi smeli obravnavati kot osamljen primer, ampak kot trendovsko in modno. Okoli leta 1720 je bil kitajski porcelan v ogromnih količinah pripeljan v Evropo. V Albrechtsburgu je bila zgrajena Meissenova tovarna porcelana, ki ga je kopirala in Chinoiserie  je bila priljubljena med umetniki in kupci. Leta 1726 je Wolff objavil svoje Discours, v katerem je spet omenil pomen poslušanja glasbe, ki jo je dal nosečim kitajskim ženskam in nekaj besed o Mojzesu. 
Leta 1736 so pričeli z raziskavo, da bi ovrednotili primer in leta 1740 (ali leta 1743) je bil Wolff ponovno imenovan s strani kralja filozofa Friderika Velikega. Možno je, da je ugledni profesor, med članom Kraljeve družbe in Akademijo znanosti v Berlinu, predstavil Wilhelma Friedemanna Bacha pruskemu dvoru.
Leta 1840 in 1841 je bila postavitev oltarnega prostora spremenjena na podlagi načrtov Wilhelma Augusta Stapla in Karla Friedricha Schinkela. Zgodovinski umetnik, Julius Hübner je naslikal novo oltarno sliko s tekstom Schaut die Lilien (Razmisli o lilijah ali Poglej lilije). 

## Po drugi svetovni vojni
Trška cerkev v svoji zgodovini ni doživela trajnih sprememb v zunanjem in notranjem videzu. Med zračnim napadom na središče Halleja, tik pred koncem vojne 31. marca 1945, pa je bila močno poškodovana. Ena bomba je prodrla med severnim Stražarskim stolpom in ladjo in odtrgala enega od dveh stebrov severne kolonade, pri čemer se je del obokanega stropa zrušil. To je poškodovalo bronast krstilnik mojstra Ludolfa. Kot posledica artilerijskega bombardiranja 16. aprila 1945 je bilo razbito okno s krogovičjem na zahodni fronti za orglami, poškodovana pa cerkvena streha in zvoniki Stražarskih stolpov. Restavratorska dela so trajala od januarja 1946 do začetka leta 1948. Glavna popravila so se morala začeti leta 1967, ko je bila celotna notranjost in oprema močno poškodovana zaradi razpokane cevi za daljinsko ogrevanje, ki je bila del ogrevanja cerkve. Nadaljnje popravilo v letih od 1968 do 1983 je bilo eden največjih projektov vzdrževanja in obnove spomenika vzhodno-nemškega obdobja. Delo je potekalo pod vodstvom Inštituta za ohranjanje zgodovinskih spomenikov. (Institut für Denkmalpflege). Odločeno je bilo, da se, kolikor je mogoče, obnovi njen videz iz 16. stoletja. Na primer, celo prvotni poliptih je bil vrnjen na staro mesto in Hübnerjeva oltarna slika je bila vzeta iz zakristije in razstavljena za njo.

## Marijina knjižnica
Trška cerkev ima knjižnico, Marijino knjižnico (Marienbibliothek), ki velja za eno najstarejših in največjih cerkvenih knjižnic v Nemčiji, ki jo je leta 1552 ustanovil Sebastian Boetius, višji župnik cerkve. Do ustanovitve Friedrichove univerze leta 1694 predavanja niso potekala v latinščini, ampak v nemščini - bila je edina javna (ali nezasebna) akademska knjižnica v mestu. 

## Muzej
V spomin na reformacijo in Martina Luthra je bil maja 2006 v kleti Modrega stolpa ustanovljen majhen Luthrov muzej. Med predmeti, ki so bili na ogled, je bila njegova posmrtna maska narejena 19. februarja 1546 in vtisi njegovih rok. 

## Opis
V primerjavi z drugimi starimi mestnimi cerkvami se Marktkirche predstavlja kot izjemno dovršen prostor. Med velikimi pozno srednjeveškimi cerkvenimi zgradbami na Saškem je zadnja, ki se je začela v predreformacijskem obdobju.

### Cerkvena ladja in stolpi
Triladijska, gotska cerkev je dolga okoli 88 metrov in široka 24 metrov. Na zahodu cerkve sta tako imenovana "Modra stolpa" iz 14. in 15. stoletja. Narejena sta iz preprostih kamnitih blokov in imata osmerokotne opečne visoko poudarjene čelade, ki so bile postavljene v letih od 1507 do 1513. Na vzhodu sta Hausmannstürme. Njihov glavni del sega od okoli 1220 do 1230 in je romanskega izvora. Narejeni so iz kamnov. Nad njimi so osmerokotni ometani stolpi z renesančnimi kupolami, imenovanimi laškimi kapami, iz leta 1551. Zvok zvonov Hausmannstürme je napovedal nevarnost za mesto, pred katero je stražar, "Hausmann", opozoril z udarci v zvonove.
Zasnova za široko dvorano s presenetljivo široko ladjo izhaja od mestnega graditelja Casparja Craffta. Med desetimi dolgimi oboki in tremi enako visokimi ladjami se odprejo ozka geometrijsko izsekana okna. 10 parov vitkih osemkotnih stebrov nosi plosko mrežast in zvezdni obok, katerih spodnja rebra izhajajo iz stebrov, od katerih so nekatera na začetku prosto vodeni skozi zrak. Mojstrovino poznogotskega kamnoseštva, sklepnik, je Crafftov naslednik, Nickel Hoffmann, v središču prostora. Dva portala enake oblike na daljših straneh vodita v notranjost cerkve. Sta obokana in bogato okrašena z okvirom. Med oporniki, ki zunanjost delijo v tesnem zaporedju, so ločeno dostopne majhne molitvene sobe iz druge polovice 17. stoletja, ki se v notranjost odprejo kot loža.
Empore iz let 1550 do 1554, ki so bile zgrajene šele po uvedbi reformacije v Halleju (1541), imajo izrazit učinek na zgodovino zgodnje protestantske cerkvene arhitekture. Že zdaj jasno kažejo za renesanso tipične elemente. V zahodnih vogalih do empor vodijo velike kamnite spiralne stopnice s konzolnimi lesenimi vreteni. Še eno nadstropje je bilo dodano leta 1698. Preoblikovanje pozno srednjeveškega kultnega območja v cerkvi za pridigo je tudi s pisnimi frizi biblijskih citatov, spominskih napisov na Luthra in reformatorja iz Halleja Justusa Jonasa. Arhitekturna funkcionalizacija pisanja v cerkvenih prostorih se do takrat ni pojavila.
Prostor v enotnem oblikovanju in odpoved ločenemu koru velja za enega najbolj popolnih prostorov nemške pozne gotike.

## Oprema
Trška cerkev ima pomembna dela zlasti iz 15. in 16. stoletja.

### Visoki oltar
V cerkvi je velik lesen krilni oltar iz leta 1529. Kardinal Albrecht ga je naročil, Lucas Cranach starejši ga je oblikoval in Simon Franck, njegov učenec, ga je naredil. Ima štiri premične in dve fiksni krili. V popolnoma odprtem oltarju je ustanovitelj kardinal Albrecht v molitvi pokleknil pred Marijo, materjo božjo s svojim otrokom na sliki polmeseca. Desno in levo sta viteza sveti Mavricij in Aleksander; prvi kot simbol državne oblasti, drugi kot simbol cerkvene moči. Na polovici odprtega oltarja so od leve proti desni prikazani štirje svetniki: Marija Magdalena, Janez Evangelist, Avguštin iz Hipona in Katarina Aleksandrijska. Povsem zaprt oltar je od leve proti desni: Ursula iz Kölna, Marijino oznanjenje in Erazem Antiohijski. Zaprta ali odprta, predela spodaj prikazuje tako imenovane štirinajst pomočnikov, sedem na levo in desno od Marije z otrokom.
Nad krilnim oltarjem je leta 1593 celotno vzhodno steno obogatila velika lunarna slika halleškega slikarja Heinricha Lichtenfelsa, ki danes ni popolnoma vidna zaradi Reichelovih orgel pred njo. Na sliki (iz ladje, ki jo vidimo za orglami je v središču slike križani Jezus) so v izrezljanih barvnih okvirjih prikazani prizori iz Apostolskih del.
V ospredju na levi je križ, ki ga je naredil oblikovalec kovin, Johann Peter Hinz.

### Krstilnik
Bronasti krstilnik, ki je postavljen pred oltarjem, najbrž prihaja iz ene od starejših cerkev. Po napisu so ga leta 1430 v Magdeburgu pripisali Ludolfu Braunschweiškem in njegovemu sinu Heinrichu. Okrogli bazen stoji na štirih svetnikih. Na njegovem robu so vidni reliefi Kristusa, Marije in apostolov z okroglimi obodom. Majhen križ z Marijo in Janezom je iz okoli leta 1500 in verjetno tudi iz ene od prejšnjih zgradb.

### Prižnica
Veličastna prižnica iz peščenjaka je bila zgrajena leta 1541 v enem kosu z enim od stebrov. Prihaja iz delavnice Nickela Hoffmanna. Prva obnova se je zgodila leta 1666, zadnja leta 1973. Izdelana je v poznogotskih oblikah, vendar že kaže tipične detajle renesanse. Leseno zvočno platno iz leta 1596 je delo rezbarja Heinricha Heidenreitterja in slikarja Heinricha Lichtenfelserja. Predstavlja osmerokotno zvezdo v svoji osnovni obliki, druga manjša pa je podprta z osmimi stebri. Na samem vrhu je Kristusovo spreobrnjenje.